# Pedro Abad y Mestre
Pedro Abad —o Abat— y Mestre (Igualada, 1747-Sevilla, 1800) fue un botánico y farmacéutico español.

## Biografía
Recomendado por la Academia de Barcelona, fue nombrado el 1 de febrero de 1786 catedrático del Jardín Botánico de la Regia Sociedad Hispalense de Medicina, tomó posesión ese mismo año y lo reorganizó según el sistema de Linneo, ampliando además considerablemente su herbario, creado por Antonio Ramos, hasta los dos mil pliegos, la mayor parte de los cuales se encuentran ahora en el Herbario Histórico de la Universidad de Sevilla. Es epónimo de un género botánico, Abatia. Intercambió correspondencia con otras instituciones científicas y participó en actos públicos para difundir y enseñar la botánica. Compuso además no menos de nueve discursos, unos impresos y otros inéditos, sobre la materia en que era experto para la Real Sociedad de Medicina y demás ciencias de Sevilla.